# عیونی‌ها
عُیونی‌ها یا عیونیان خاندانی از حکام محلی بودند که از سال در ۴۶۹ ق. / ۱۰۷۶ م. در منطقهٔ بحرین بر سر کار آمدند و به دلیل نام مؤسس خود، امیر عبدالله بن علی بن ابراهیم عیونی، به حکام عیونی مشهور شدند. حکام عیونی حدود ۱۶۳ سال (۴۶۹–۶۳۶ ه‍.ق) بر بخشی از کرانه جنوبی خلیج فارس در نقاطی چون احسا، قطیف و اوال (کشور بحرین امروزی) حاکمیت داشتند. محدوده حکومت اینان از جایی که امروزه کویت نامیده می‌شود آغاز و تا سرزمینی برابر قطر فعلی امتداد داشت.
برخی منابع آن‌ها را شیعه و برخی منابع دیگر سنی دانسته‌اند. عیونی‌ها بازمانده‌های عشیره بنی عبدالقیس بودند که منطقه بحرین را با کمک نظامی ملک‌شاه سلجوقی از کنترل قرمطی‌ها درآوردند.
برخی بررسی‌ها نشان می‌دهد که حکام عیونی بحرین به لحاظ سیاسی و اقتصادی تابع فرمانروایان بنی قیصر کیش بوده‌اند.
ملوک بنی قیصر کیش در اواخر سدهٔ پنجم یا اوایل سدهٔ ششم هجری، حملاتی از کیش به بحرین ترتیب دادند و سرانجام موفق شدند حکام عیونی بحرین را به تابعیت خود درآورند. پس از آن خاندان شیعی آل عصفور به کمک اتابکان فارس بر عیونی‌ها غلبه کردند.
دودمان فرمانروایان عیونی در ۶۳۶ ق. / ۱۲۳۹ م. به‌دست اتابک ابوبکر سعد زنگی – ممدوح سعدی – با اخراج نمایندهٔ خلیفهٔ عباسی از بحرین، برافتاد و یک‌بار دیگر، بحرین به‌عنوان بخشی از سرزمین فارس، مستقیماً از سوی شیراز اداره می‌شد.